# Octopus
Octopus és un gènere de la família dels octòpodes; n'és el gènere més gran i comprèn més de 100 espècies repartides en tots els oceans de la Terra. Moltes espècies abans col·locades en aquest gènere are es troben assignades a altres gèneres.

## Espècies
- Octopus alatus Sasaki, 1920 (taxon inquirendum)
- Octopus alecto Berry, 1953
- Octopus araneoides * Iw. Taki, 1964 (taxon inquirendum)
- Octopus arborescens Hoyle, 1904 (taxon inquirendum)
- Octopus argus Krauss, 1848
- Octopus australis Hoyle, 1885
- Octopus balboai Voss, 1971
- Octopus berenice Gray, 1849
- Octopus berrima Stanks & Norman, 1992
- Octopus bimaculatus Verrill, 1883
- Octopus bimaculoides Pickford & McConnaughey, 1949
- Octopus bocki Adam, 1941
- Octopus briareus Robson, 1929
- Octopus bulbus Norman, 2001
- Octopus californicus Berry, 1911
- Octopus campbelli Smith, 1902
- Octopus chierchiae Jatta, 1889
- Octopus conispadiceus Sasaki, 1917
- Octopus cyanea Gray, 1849
- Octopus diminutus Kaneko & Kubodera, 2008[3]
- Octopus djinda Amor, 2021
- Octopus favonius Gray, 1849
- Octopus filamentosus Blainville, 1826 (taxon inquirendum)
- Octopus filosus Howell, 1867
- Octopus fitchi Berry, 1953
- Octopus fujitai Sasaki, 1929 (taxon inquirendum)
- Octopus gardineri Hoyle, 1905
- Octopus globosus Appellöf, 1886 (taxon inquirendum)
- Octopus gorgonus Huffard, 2007[4]
- Octopus harpedon Norman, 2001
- Octopus hattai Sasaki, 1929
- Octopus hawaiiensis Eydoux & Souleyet, 1852
- Octopus hongkongensis Hoyle, 1885 (taxon inquirendum)
- Octopus hubbsorum Berry, 1953
- Octopus humilis Huffard, 2007[4]
- Octopus hummelincki Adam, 1936[5]
- Octopus huttoni Benham, 1943
- Octopus incella Kaneko & Kubodera, 2007
- Octopus insularis Leite & Haimovici, 2008[6]
- Octopus jeraldi Pratt, Baldwin & Vecchione, 2020[7]
- Octopus joubini Robson, 1929
- Octopus kaharoa O'Shea, 1999
- Octopus kaurna Stranks, 1990
- Octopus kermedecensis Berry, 1914
- Octopus laqueus Kaneko & Kubodera, 2005
- Octopus longispadiceus Sasaki, 1917 (taxon inquirendum)
- Octopus mariles Huffard, 2007[4]
- Octopus maya Voss & Solís, 1966
- Octopus mercatoris Adam, 1937
- Octopus mernoo O'Shea, 1999
- Octopus microphthalmus Goodrich, 1896
- Octopus micropyrsus Berry, 1953
- Octopus micros Norman, 2001
- Octopus mimus Gould, 1852
- Octopus minor Sasaki, 1920 (taxon inquirendum)
  - O. m. minor Sasaki, 1920 · acceptat, representació alternativa
- Octopus mutilans Taki, 1942
- Octopus nanhaiensis Dong, 1976 (taxon inquirendum)
- Octopus nanus Adam, 1973
- Octopus niveus Lesson, 1831 (taxon inquirendum)
- Octopus occidentalis Steenstrup in Hoyle, 1885
- Octopus ochotensis Sasaki, 1920 (taxon inquirendum)
- Octopus oculifer Hoyle, 1904
- Octopus oliveri Berry, 1914
- Octopus oshimai Sasaki, 1929 (taxon inquirendum)
- Octopus pallidus Hoyle, 1885
- Octopus parvus Sasaki, 1917
- Octopus penicillifer Berry, 1954
- Octopus pentherinus Rochebrune & Mabille, 1889 (nomen dubium)
- Octopus prashadi Adam, 1939 (taxon inquirendum)
- Octopus pricei * Berry, 1913 (taxon inquirendum)
- Octopus pumilus Norman & Sweeney, 1997
- Octopus pyrum Norman, Hochberg & Lu, 1997
- Octopus rubescens Berry, 1953
- Octopus salutii Vérany, 1836
- Octopus sanctaehelenae Robson, 1929
- Octopus sasakii Taki, 1942 (taxon inquirendum)
- Octopus selene Voss, 1971
- Octopus sinensis d'Orbigny, 1841
- Octopus stictochrus Voss, 1971
- Octopus spinosus Sasaki, 1920 (taxon inquirendum)
- Octopus superciliosus Quoy & Gaimard, 1832
- Octopus tehuelchus d'Orbigny, 1834
- Octopus tenebricus Smith, 1884
- Octopus tetricus Gould, 1852
- Octopus tsugarensis Sasaki, 1920 (taxon inquirendum)
- Octopus validus Sasaki, 1920 (taxon inquirendum)
- Octopus veligero Berry, 1953
- Octopus verrucosus Hoyle, 1885
- Octopus vitiensis Hoyle, 1885
- Octopus vulgaris Cuvier, 1797 – pop roquer o pop ver
- Octopus warringa Stranks, 1990
- Octopus wolfi Wülker, 1913
- Octopus yendoi Sasaki, 1920 (taxon inquirendum)
- Octopus zonatus Voss, 1968

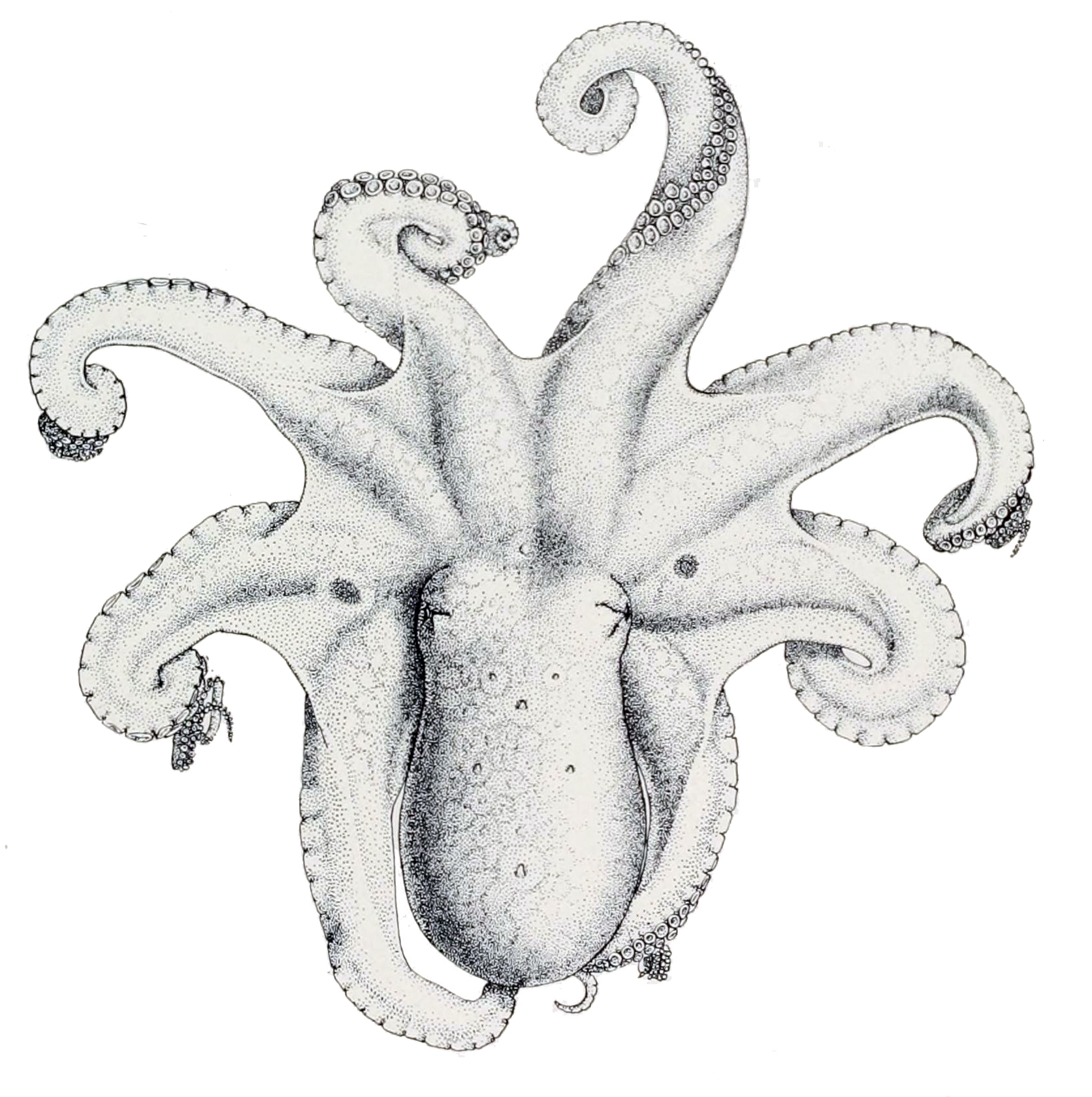
Octopus bimaculatus
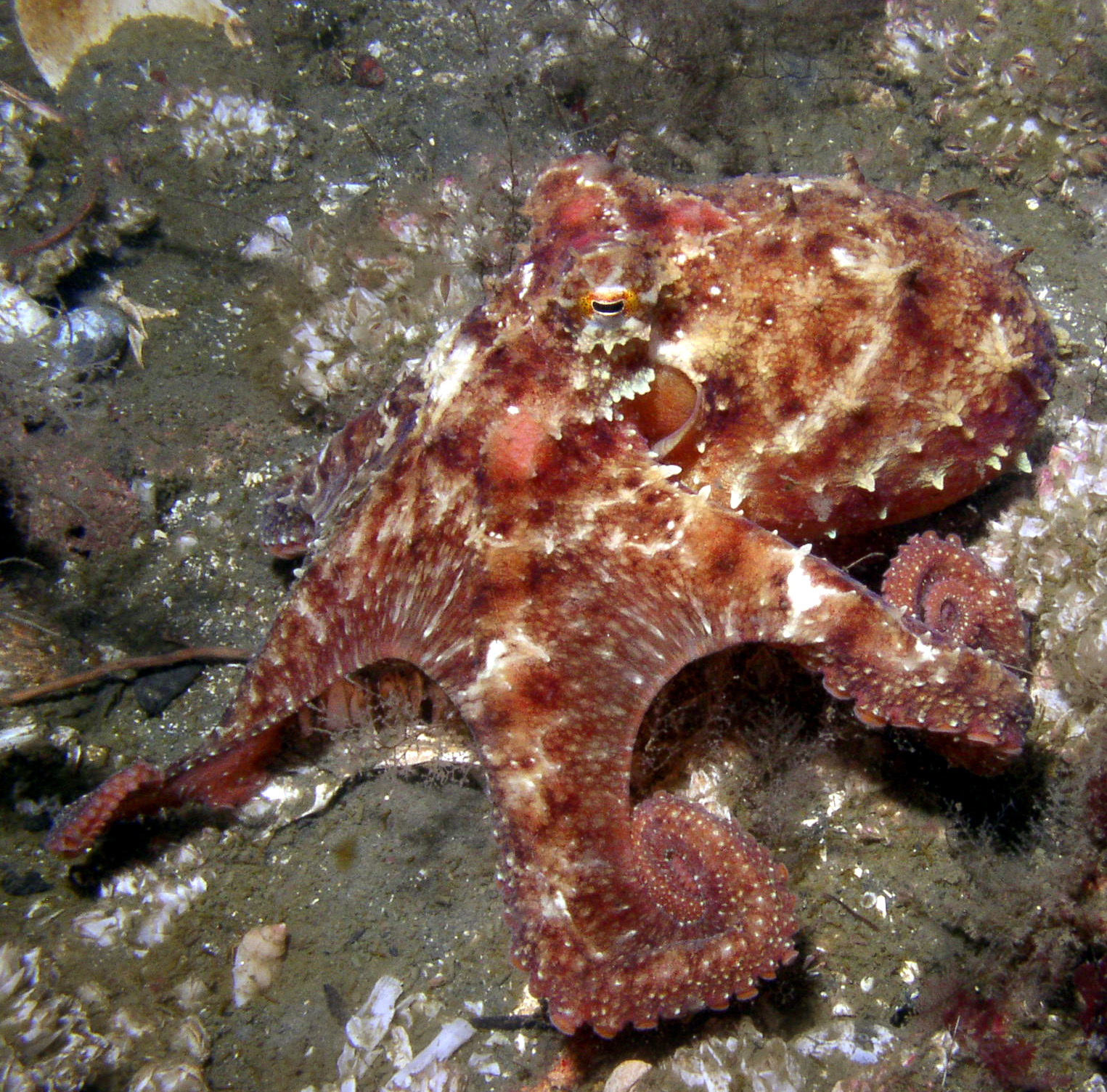
Octopus rubescens
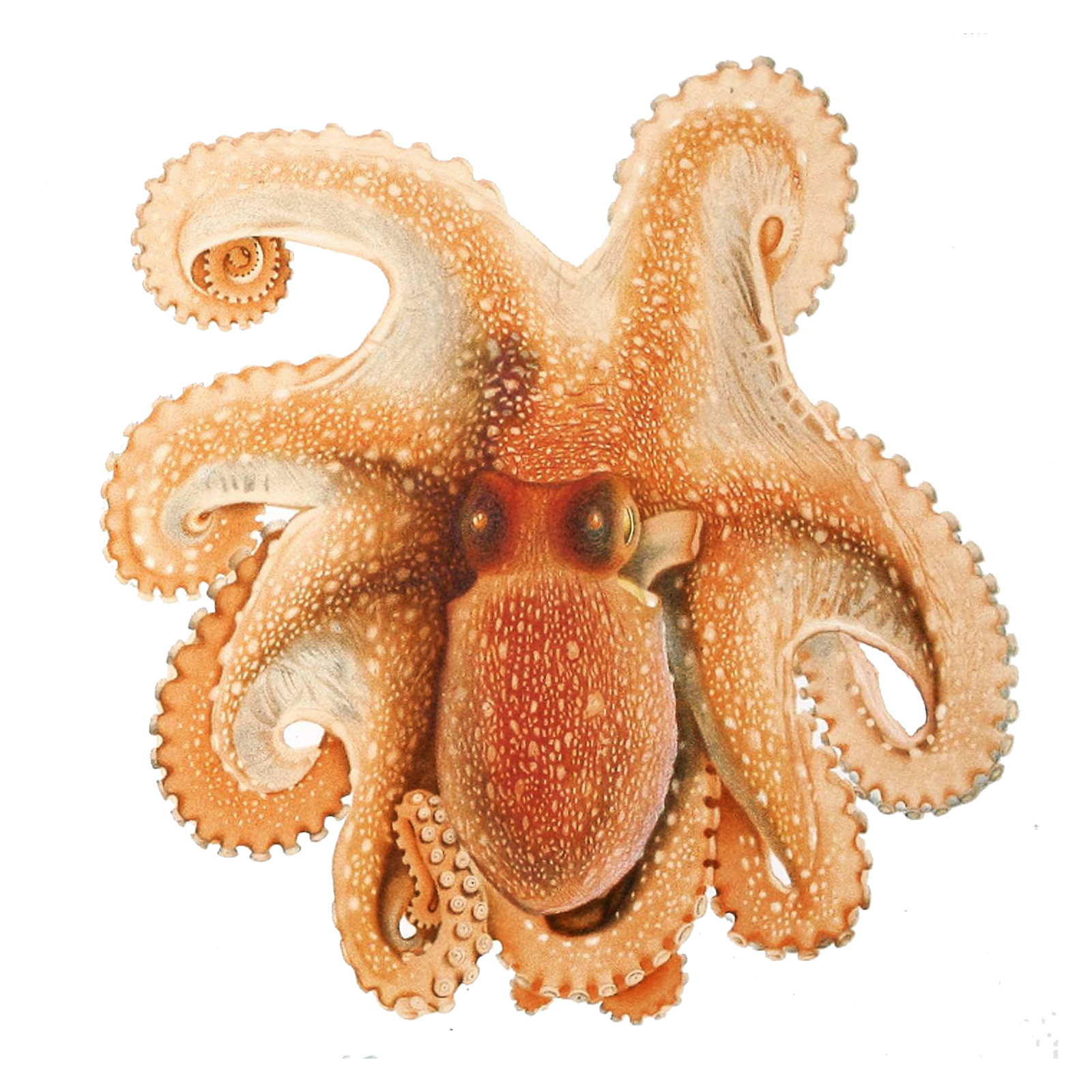
Octopus salutii
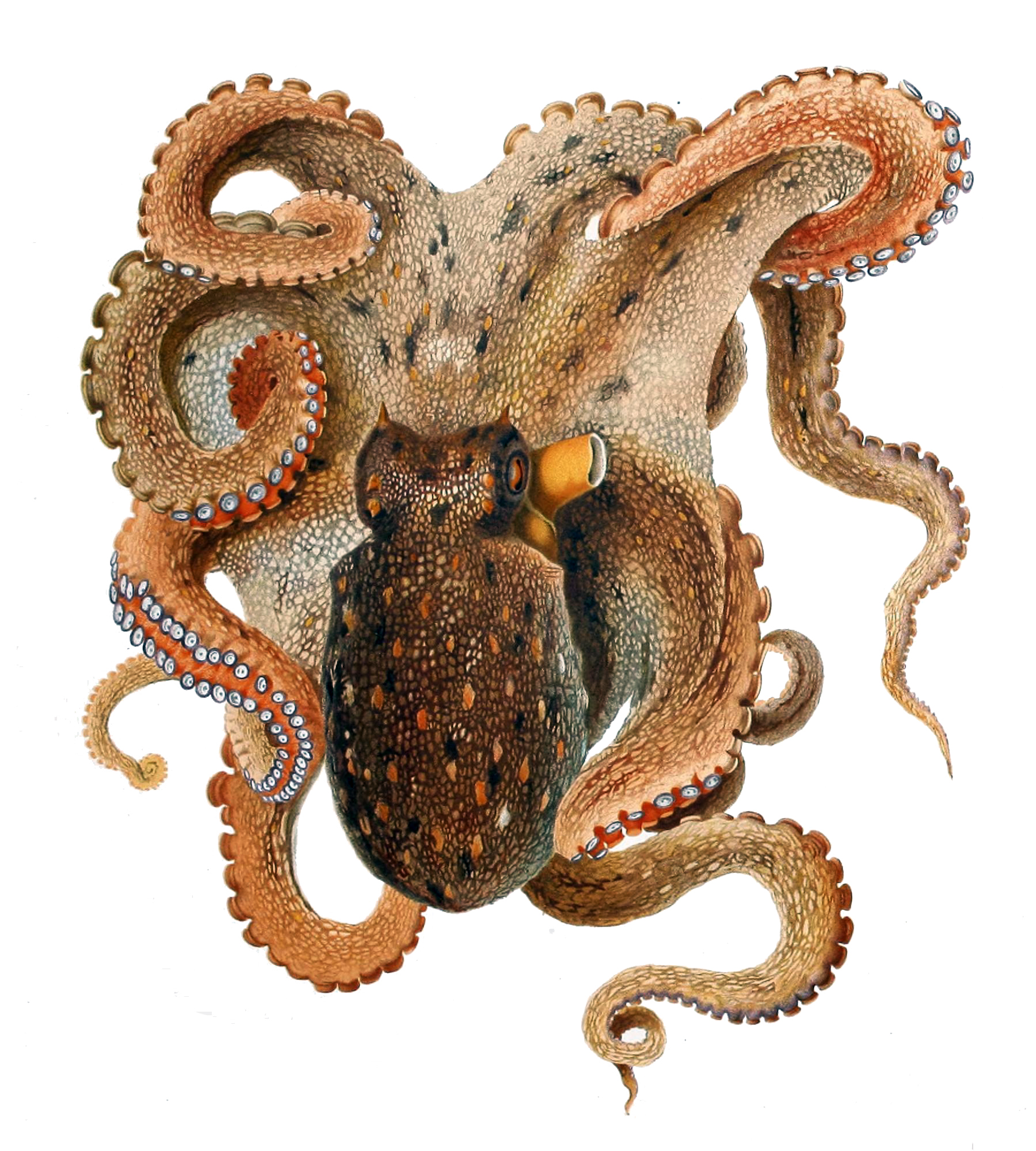
Octopus vulgaris

Les espècies llistades a sobre amb un asterisc (*) estan en dubte i cal més investigació per saber si són espècies vàlides o sinònims.
Espècies que han entrat en sinonímia
- Octopus abaculus Norman & Sweeney, 1997: sinònim de Abdopus abaculus (Norman & Sweeney, 1997)
- Octopus aculeatus d'Orbigny, 1834: sinònim de Abdopus aculeatus (d'Orbigny, 1834)
- Octopus adamsi Benham, 1944 : sinònim de Octopus huttoni Benham, 1943
- Octopus aegina Gray, 1849: sinònim de Amphioctopus aegina (Gray, 1849)
- Octopus albus Rafinesque, 1814: sinònim de Octopus vulgaris Cuvier, 1797
- Octopus alderii Vérany, 1851: sinònim de Callistoctopus macropus (Risso, 1826)
- Octopus alpheus, Capricorn night octopus: sinònim de Callistoctopus alpheus (Norman, 1993)
- Octopus alpheus Norman, 1993: sinònim de Callistoctopus alpheus (Norman, 1993)
- Octopus americanus Froriep, 1806: sinònim de Octopus vulgaris Cuvier, 1797
- Octopus apollyon (S. S. Berry, 1912): sinònim de Enteroctopus dofleini (Wülker, 1910)
- Octopus arcticus Prosch, 1849: sinònim de Bathypolypus arcticus (Prosch, 1849)
- Octopus areolatus de Haan, 1839: sinònim de Amphioctopus fangsiao (d'Orbigny, 1839)
- Octopus aspilosomatis Norman, 1993, plain-body night octopus: sinònim de Callistoctopus aspilosomatis (Norman, 1993)
- Octopus bairdii Verrill, 1873: sinònim de Bathypolypus bairdii (Verrill, 1873)
- Octopus bakerii d'Orbigny, 1826: sinònim de Octopus americanus Montfort, 1802: sinònim de Octopus vulgaris Cuvier, 1797
- Octopus bermudensis Hoyle, 1885: sinònim de Callistoctopus furvus (Gould, 1852)
- Octopus bitentaculatus Risso, 1854: sinònim de Octopus vulgaris Cuvier, 1797
- Octopus brevitentaculatus Blainville, 1826: sinònim de Octopus vulgaris Cuvier, 1797
- Octopus brocki Ortmann, 1888: sinònim de Amphioctopus fangsiao (d'Orbigny, 1839)
- Octopus bunurong Stranks, 1990: sinònim de Callistoctopus bunurong (Stranks, 1990) – southern white-spot octopus
- Octopus burryi Voss, 1950: sinònim de Amphioctopus burryi (Voss, 1950)
- Octopus carolinensis Verrill, 1884: sinònim de Amphioctopus carolinensis (Verrill, 1884), Carolinian octopus
- Octopus cassiopea Gray, 1849: sinònim de Octopus vulgaris Cuvier, 1797
- Octopus cassiopeia Gray, 1849 (incorrect subsequent spelling of specific epithet): sinònim de Octopus vulgaris Cuvier, 1797
- Octopus catenulatus Philippi, 1844: sinònim de Ocythoe tuberculata Rafinesque, 1814
- Octopus chromatus Heilprin, 1888: sinònim de Callistoctopus furvus (Gould, 1852)
- Octopus cirrhosus Lamarck, 1798: sinònim de Eledone cirrhosa (Lamarck, 1798)
- Octopus cocco Risso, 1854: sinònim de Scaeurgus unicirrhus (Delle Chiaje [in de Férussac & d'Orbigny], 1841)
- Octopus cocco Vérany, 1846: sinònim de Pteroctopus tetracirrhus (Delle Chiaje, 1830)
- Octopus coerulescentes Fra Piero, 1895: sinònim de Octopus vulgaris Cuvier, 1797
- Octopus communis Park, 1885: sinònim de Macroctopus maorum (Hutton, 1880)
- Octopus cuvieri d'Orbigny, 1826: sinònim de Callistoctopus lechenaultii (d'Orbigny, 1826)
- Octopus dana Robson, 1929: sinònim de Macrotritopus defilippi (Vérany, 1851)
- Octopus defilippi Vérany, 1851: sinònim de Macrotritopus defilippi (Vérany, 1851) Atlantic longarm octopus or Lilliput longarm octopus
- Octopus didynamus Rafinesque, 1814: sinònim de Callistoctopus macropus (Risso, 1826)
- Octopus dierythraeus Norman, 1992: sinònim de Callistoctopus dierythraeus (Norman, 1992) – red-spot night octopus
- Octopus digueti Perrier & Rochebrune, 1894: sinònim de Paroctopus digueti (Perrier & Rochebrune, 1894) – Diguet's pygmy octopus
- Octopus dofleini (Wülker, 1910): sinònim de Enteroctopus dofleini (Wülker, 1910)
- Octopus dollfusi Robson, 1928: sinònim de Amphioctopus aegina (Gray, 1849)
- Octopus duplex Hoyle, 1885: sinònim de Octopus superciliosus Quoy & Gaimard, 1832
- Octopus equivocus Robson, 1929: sinònim de Macrotritopus defilippi (Vérany, 1851)
- Octopus ergasticus P. Fischer & H. Fischer, 1892: sinònim de Bathypolypus ergasticus (P. Fischer & H. Fischer, 1892)
- Octopus eudora Gray, 1849: sinònim de Octopus americanus Montfort, 1802: sinònim de Octopus vulgaris Cuvier, 1797
- Octopus exannulatus Norman, 1992: sinònim de Amphioctopus exannulatus (Norman, 1992)
- Octopus fangsiao d'Orbigny, 1839: sinònim de Amphioctopus fangsiao (d'Orbigny, 1839)
- Octopus fasciatus Hoyle, 1886: sinònim de Hapalochlaena fasciata (Hoyle, 1886)
- Octopus fimbriatus d'Orbigny, 1841: sinònim de Abdopus horridus (d'Orbigny, 1826)
- Octopus flindersi Cotton, 1932: sinònim de Macroctopus maorum (Hutton, 1880)
- Octopus fontanianus d'Orbigny, 1834: sinònim de Robsonella fontaniana (d'Orbigny, 1834)
- Octopus frayedus Rafinesque, 1814: sinònim de Callistoctopus macropus (Risso, 1826)
- Octopus furvus Gould, 1852: sinònim de Callistoctopus furvus (Gould, 1852)
- Octopus geryonea Gray, 1849: sinònim de Octopus americanus Montfort, 1802: sinònim de Octopus vulgaris Cuvier, 1797
- Octopus gibbsi O'Shea, 1999: sinònim de Octopus tetricus Gould, 1852
- Octopus gilbertianus Berry, 1912: sinònim de Enteroctopus dofleini (Wülker, 1910)
- Octopus glaber Wülker, 1920: sinònim de Octopus cyanea Gray, 1849
- Octopus gracilis Verrill, 1884: sinònim de Macrotritopus equivocus (Robson, 1929)
- Octopus gracilis Eydoux & Souleyet, 1852: sinònim de Tremoctopus gracilis (Eydoux & Souleyet, 1852)
- Octopus granosus Blainville, 1826: sinònim de Callistoctopus macropus (Risso, 1826)
- Octopus granulatus Lamarck, 1799: sinònim de Amphioctopus granulatus (Lamarck, 1799)
- Octopus graptus Norman, 1992: sinònim de Callistoctopus graptus (Norman, 1992) – scribbled night octopus
- Octopus groenlandicus Steenstrup, 1856: sinònim de Bathypolypus arcticus (Prosch, 1849)
- Octopus guangdongensis Dong, 1976: sinònim de Abdopus guangdongensis (Dong, 1976)
- Octopus hardwickei Gray, 1849: sinònim de Amphioctopus aegina (Gray, 1849)
- Octopus harmandi Rochebrune, 1882: sinònim de Abdopus aculeatus (d'Orbigny, 1834)
- Octopus herdmani Hoyle, 1904: sinònim de Octopus cyanea Gray, 1849
- Octopus heteropus Rafinesque, 1814: sinònim de Octopus vulgaris Cuvier, 1797
- Octopus horridus d'Orbigny, 1826: sinònim de Abdopus horridus (d'Orbigny, 1826)
- Octopus horsti Joubin, 1898: sinònim de Octopus cyanea Gray, 1849
- Octopus hoylei (S. S. Berry, 1909): sinònim de Pteroctopus hoylei (S. S. Berry, 1909)
- Octopus indicus Rapp, 1835: sinònim de Cistopus indicus (Rapp, 1835)
- Octopus januarii Hoyle, 1885: sinònim de Muusoctopus januarii (Hoyle, 1885)
- Octopus kagoshimensis Ortmann, 1888: sinònim de Amphioctopus kagoshimensis (Ortmann, 1888)
- Octopus kempi Robson, 1929: sinònim de Macrotritopus defilippi (Vérany, 1851)
- Octopus kermadecensis (Berry, 1914): sinònim de Callistoctopus kermadecensis (Berry, 1914)
- Octopus koellikeri Vérany, 1851: sinònim de Tremoctopus violaceus delle Chiaje, 1830
- Octopus lechenaultii d'Orbigny, 1826: sinònim de Callistoctopus lechenaultii (d'Orbigny, 1826)
- Octopus leioderma (Berry, 1911): sinònim de Benthoctopus leioderma (Berry, 1911)
- Octopus lentus Verrill, 1880: sinònim de Bathypolypus bairdii (Verrill, 1873)
- Octopus leschenaultii d'Orbigny, 1826: sinònim de Callistoctopus macropus (Risso, 1826)
- Octopus leucoderma San Giovanni, 1829: sinònim de Eledone leucoderma (San Giovanni, 1829)
- Octopus lobensis Castellanos & Menni, 1969: sinònim de Octopus tehuelchus d'Orbigny, 1834 – lobed octopus
- Octopus lothei Chun, 1913: sinònim de Bathypolypus ergasticus (P. Fischer & H. Fischer, 1892)
- Octopus lunulatus Quoy & Gaimard, 1832: sinònim de Hapalochlaena lunulata (Quoy & Gaimard, 1832)
- Octopus luteus (Sasaki, 1929): sinònim de Callistoctopus luteus (Sasaki, 1929) – starry night octopus
- Octopus macropodus Sangiovanni, 1829: sinònim de Callistoctopus macropus (Risso, 1826)
- Octopus macropus Risso, 1826: sinònim de Callistoctopus macropus (Risso, 1826) – Atlantic white-spotted octopus
- Octopus maculatus Rafinesque, 1814: sinònim de Octopus vulgaris Cuvier, 1797
- Octopus maculosus Hoyle, 1883: sinònim de Hapalochlaena maculosa (Hoyle, 1883)
- Octopus magnificus Villanueva, Sanchez & Compagno, 1992: sinònim de Enteroctopus magnificus (Villanueva, Sanchez & Compagno, 1992)
- Octopus maorum Hutton, 1880: sinònim de Macroctopus maorum (Hutton, 1880) – Maori octopus
- Octopus marginatus Taki, 1964: sinònim de Amphioctopus marginatus (Iw. Taki, 1964)
- Octopus marmoratus Hoyle, 1885: sinònim de Octopus cyanea Gray, 1849
- Octopus membranaceus Quoy & Gaimard, 1832: sinònim de Amphioctopus membranaceus (Quoy & Gaimard, 1832)
- Octopus microstomus Reynaud, 1830: sinònim de Tremoctopus violaceus delle Chiaje, 1830
- Octopus moschatus Rafinesque, 1814: sinònim de Octopus vulgaris Cuvier, 1797
- Octopus moschatus Lamarck, 1798: sinònim de Eledone moschata (Lamarck, 1798)
- Octopus mototi Norman, 1992: sinònim de Amphioctopus mototi (Norman, 1992)
- Octopus neglectus Nateewathana & Norman, 1999: sinònim de Amphioctopus neglectus (Nateewathana & Norman, 1999)
- Octopus nierstraszi W. Adam, 1938: sinònim de Hapalochlaena nierstraszi (W. Adam, 1938)
- Octopus nierstrazi [sic]: sinònim de Octopus nierstraszi W. Adam, 1938: sinònim de Hapalochlaena nierstraszi (W. Adam, 1938)
- Octopus niger Risso, 1854: sinònim de Octopus vulgaris Cuvier, 1797
- Octopus niger Rafinesque, 1814: sinònim de Octopus vulgaris Cuvier, 1797
- Octopus nocturnus Norman & Sweeney, 1997: sinònim de Callistoctopus nocturnus (Norman & Sweeney, 1997)
- Octopus obesus Verrill, 1880: sinònim de Bathypolypus bairdii (Verrill, 1873)
- Octopus ocellatus Gray, 1849: sinònim de Amphioctopus fangsiao (d'Orbigny, 1839)
- Octopus octopodia Tryon, 1879: sinònim de Octopus vulgaris Cuvier, 1797
- Octopus ornatus Gould, 1852: sinònim de Callistoctopus ornatus (Gould, 1852) – ornate octopus or white-striped octopus
- Octopus ovulum Sasaki, 191: sinònim de Amphioctopus ovulum (Sasaki, 1917)
- Octopus rapanui Voss, 1979: sinònim de Callistoctopus rapanui (Voss, 1979)
- Octopus patagonicus Lönnberg, 1898: sinònim de Enteroctopus megalocyathus (Gould, 1852)
- Octopus pictus Brock, 1882: sinònim de Hapalochlaena fasciata (Hoyle, 1886)
- Octopus pictus Verrill, 1883: sinònim de Octopus verrilli Hoyle, 1886
- Octopus pilosus Risso, 1826: sinònim de Octopus vulgaris Cuvier, 1797
- Octopus piscatorum Verrill, 1879: sinònim de Bathypolypus bairdii (Verrill, 1873)
- Octopus polyzenia Gray, 1849: sinònim de Amphioctopus polyzenia (Gray, 1849)
- Octopus punctatus Gabb, 1862: sinònim de Enteroctopus dofleini (Wülker, 1910)
- Octopus pustulosus Sasaki, 1920: sinònim de Octopus madokai Berry, 1921
- Octopus rabassin Risso, 1854: sinònim de Octopus vulgaris Cuvier, 1797
- Octopus reticularis Petangna, 1828: sinònim de Ocythoe tuberculata Rafinesque, 1814
- Octopus rex Nateewathana & Norman, 1999: sinònim de Amphioctopus rex (Nateewathana & Norman, 1999)
- Octopus robsoni Adam, 1941: sinònim de Amphioctopus robsoni (Adam, 1941)
- Octopus robustus Brock, 1887: sinònim de Hapalochlaena fasciata (Hoyle, 1886)
- Octopus roosevelti]' Stuart, 1941: sinònim de Octopus oculifer Hoyle, 1904
- Octopus ruber Rafinesque, 1814: sinònim de Octopus vulgaris Cuvier, 1797
- Octopus rufus Risso, 1854: sinònim de Scaeurgus unicirrhus (Delle Chiaje [in de Férussac & d'Orbigny], 1841)
- Octopus salebrosus Sasaki, 1920: sinònim de Sasakiopus salebrosus (Sasaki, 1920)
- Octopus saluzzii Naef, 1923: sinònim de Octopus salutii Vérany, 1836
- Octopus saluzzii Vérany, 1840: sinònim de Octopus salutii Vérany, 1836
- Octopus scorpio (Berry, 1920): sinònim de Macrotritopus defilippi (Vérany, 1851)
- Octopus semipalmatus Owen, 1836: sinònim de Tremoctopus violaceus delle Chiaje, 1830
- Octopus siamensis Nateewathana & Norman, 1999: sinònim de Amphioctopus siamensis (Nateewathana & Norman, 1999)
- Octopus smedleyi Robson, 1932: sinònim de Amphioctopus aegina (Gray, 1849)
- Octopus sponsalis Fischer & Fischer, 1892: sinònim de Bathypolypus sponsalis (P. Fischer & H. Fischer, 1892)
- Octopus striolatus Dong, 1976: sinònim de Amphioctopus marginatus (Iw. Taki, 1964)
- Octopus taprobanensis Robson, 1926: sinònim de Callistoctopus taprobanensis (Robson, 1926)
- Octopus tenuicirrus Sasaki, 1929: sinònim de Octopus hongkongensis Hoyle, 1885
- Octopus tetracirrhus Delle Chiaje, 1830: sinònim de Pteroctopus tetracirrhus (Delle Chiaje, 1830)
- Octopus tetradynamus Rafinesque, 1814: sinònim de Octopus vulgaris Cuvier, 1797
- Octopus titanotus Troschel, 1857: sinònim de Pteroctopus tetracirrhus (Delle Chiaje, 1830)
- Octopus tonganus Hoyle, 1885: sinònim de Abdopus tonganus (Hoyle, 1885)
- Octopus tritentaculatus Risso, 1854: sinònim de Octopus vulgaris Cuvier, 1797
- Octopus troscheli Targioni-Tozzetti, 1869: sinònim de Octopus vulgaris Cuvier, 1797
- Octopus troschelii Targioni-Tozzetti, 1869: sinònim de Octopus vulgaris Cuvier, 1797
- Octopus tuberculatus Risso, 1854: sinònim de Ocythoe tuberculata Rafinesque, 1814
- Octopus tuberculatus Targioni-Tozzetti, 1869: sinònim de Octopus vulgaris Cuvier, 1797
- Octopus tuberculatus de Blainville, 1826: sinònim de Octopus vulgaris Cuvier, 1797
- Octopus unicirrhus Delle Chiaje [in de Férussac & d'Orbigny], 1841: sinònim de Scaeurgus unicirrhus (Delle Chiaje [in de Férussac & d'Orbigny], 1841)
- Octopus varunae Oommen, 1971: sinònim de Amphioctopus varunae (Oommen, 1971)
- Octopus velatus Rang, 1837: sinònim de Tremoctopus violaceus delle Chiaje, 1830
- Octopus velifer de Férussac, 1835: sinònim de Tremoctopus violaceus delle Chiaje, 1830
- Octopus veranyi Wagner, 1829: sinònim de Ocythoe tuberculata Rafinesque, 1814
- Octopus vincenti Pickford, 1955: sinònim de Amphioctopus burryi (Voss, 1950)
- Octopus violaceus Risso, 1854: sinònim de Ocythoe tuberculata Rafinesque, 1814
- Octopus westerniensis d'Orbigny, 1834: sinònim de Octopus superciliosus Quoy & Gaimard, 1832
- Octopus winckworthi Robson, 1926: sinònim de Macrochlaena winckworthi (Robson, 1926)